# Уинебаго (езеро)
Уинебаго е сладководно езеро в източната централна част на Уисконсин, САЩ. С неговите 557 km2 то е най-голямото езеро в щата., обхващащо площ от около 48 на 16 km, със 142 km брегова ивица и средна дълбочина 4,7 m, и максимална дълбочина 6,4 m. Има много рифове по протежение на западния бряг. Има също и няколко острова по протежение на западния бряг.
Езерото има два основни притока, Улф Ривър и Фокс Ривър, които се сливат в Лейк Бют де Морт. Фокс Ривър тече на изток през Ошкош и влиза в езерото Уинебаго от запад след това от северозападния бряг около Доти Айланд при Нийна-Менаша в Литъл Лейк Бют де Морт. Реката тече на североизток и се влива в Грийн Бей, образувайки воден път известен като Фокс – Уисконсин. Езерото Уинебаго е част от по-голяма система от езера в щата Уисконсин известна като басейн Уинебаго.
По-значителни градове разположени по бреговете му са Ошкош, Нийна, и Менаша, както и Фон дю Лак на южния бряг. Общинската система за питейна вода, която взима водата директно от езерото обслужва повече от 250 000 души, включително населените места Ошкош, Нийна, Менаша, и Ейпълтън.

## История
Езерото е остатък от Ледниковото езеро Ошкош от преди 12 000 години..
С течение на времето по-меките ордовикски скали, които се намират в езерото са ерозирали, а здравите силурийски скали остават и образуват басейна на езерото.
През 1634 г., французите откриват племето уинебаго, живеещо от брега на Грийн Бей до езерото Уинебаго. Въпреки че тези индианци се наричат „Хо-Чунк“, алгонкинските им съседи им дават името „уинебаго“, което означава „хората от мръсна вода“. Този термин е използван от алгонкините за езерото Уинебаго заради силната миризма на риба през лятото.
Парахода Б. Ф. Картър извършва редовни пътувания от източния бряг до западния бряг на всеки две седмици през 1880-те в рамките на летния сезон.

## Шлюзове и язовири
Нивото на езерото е повишено с около три фута (0,9 м) с две диги от двете страни на Доти Айлънд, направени през 1850 и 1930 година. Езерното ниво днес се регулира от Армейския корпус на инженерите на САЩ.
Система от седемнадесет шлюза свързва езерото с езерото Мичиган в Грийн Бей, с височина на падане от около 46 m. Тази система от шлюзове е разположена по протежение на долната част на Фокс Ривър и започва в северозападния ъгъл на езерото Уинебаго в град Менаша и завършва при устието на реката в Грийн Бей.